# Église Saint-Géry de Vieux-Genappe
Pour les articles homonymes, voir Église Saint-Géry.
L'église Saint-Géry est une église de style classique située à Vieux-Genappe, section de la ville belge de Genappe, dans la province du Brabant wallon.

## Historique
L'église Saint-Géry a été bâtie en 1769 aux frais de l'abbaye d'Afflighem,.
Elle est millésimée « 1779 » sur l'arc de la tribune d'orgue.
L'église n'est pas classée mais figure à l'Inventaire du patrimoine culturel immobilier de la Région wallonne sous la référence 25031-INV-0089-02.